# Granträsket (Överkalix socken, Norrbotten)
Granträsket är en sjö i Överkalix kommun i Norrbotten och ingår i Töreälvens huvudavrinningsområde. Sjön har en area på 0,898 kvadratkilometer och ligger 179,9 meter över havet. Sjön avvattnas av vattendraget Granån.

## Delavrinningsområde
Granträsket ingår i det delavrinningsområde (736535-179430) som SMHI kallar för Ovan Pålmyrbäcken. Medelhöjden är 166 meter över havet och ytan är 48,27 kvadratkilometer. Det finns inga avrinningsområden uppströms utan avrinningsområdet är högsta punkten. Granån som avvattnar avrinningsområdet har biflödesordning 2, vilket innebär att vattnet flödar genom totalt 2 vattendrag innan det når havet efter 42 kilometer. Avrinningsområdet består mestadels av skog (66 procent) och sankmarker (30 procent). Avrinningsområdet har 0,98 kvadratkilometer vattenytor vilket ger det en sjöprocent på 2 procent.